# Pfarrhaus Emmering (Landkreis Fürstenfeldbruck)

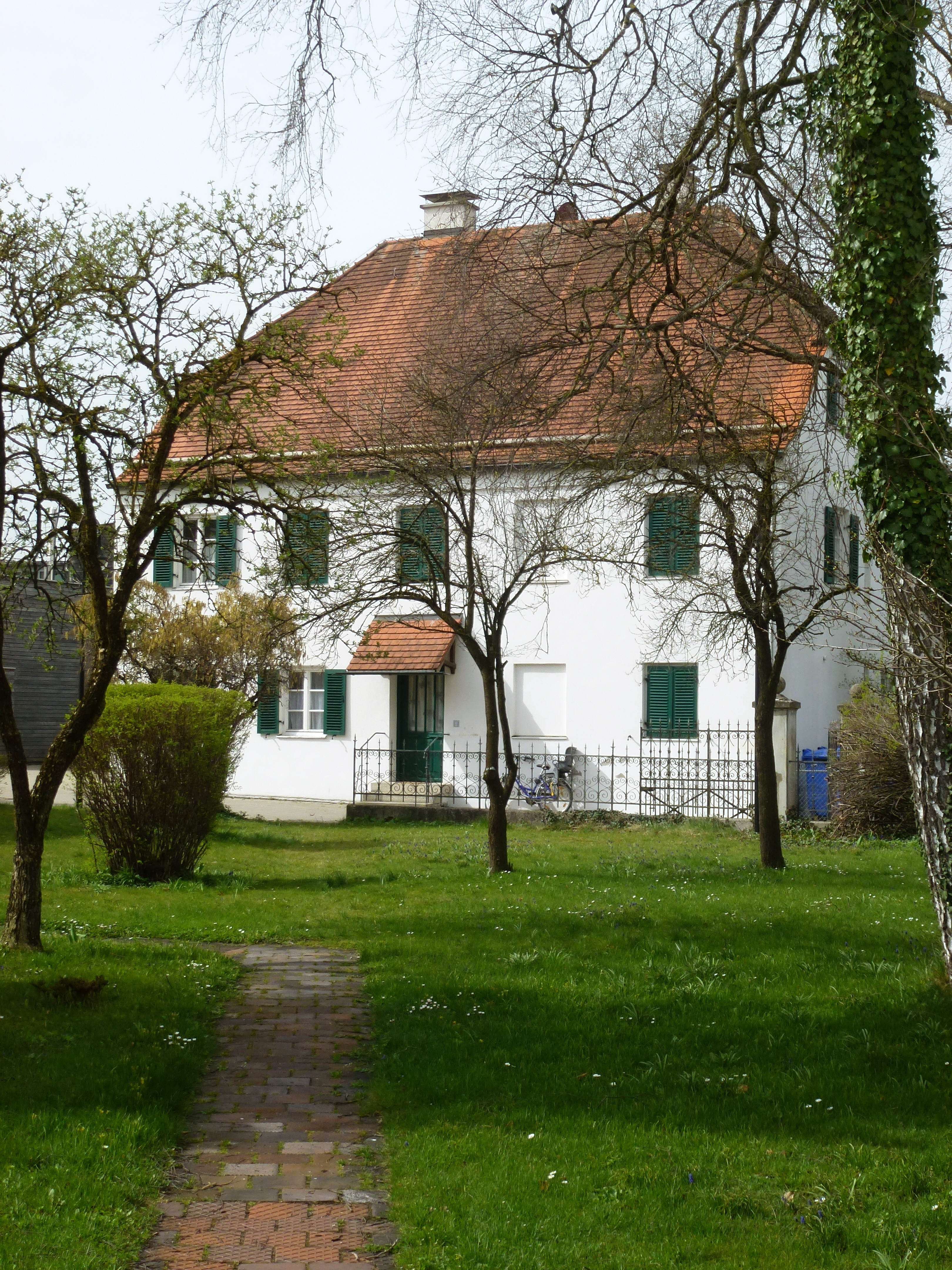
Pfarrhaus in Emmering

Das katholische Pfarrhaus in Emmering, einer Gemeinde im oberbayerischen Landkreis Fürstenfeldbruck, wurde 1809 errichtet. Das Pfarrhaus an der Brucker Straße 3a und Kirchplatz 1a ist ein geschütztes Baudenkmal.
Der zweigeschossige Putzbau mit Halbwalmdach wurde nach Plänen des königlichen Maurermeisters Anton Hergl aus Dachau errichtet.